# ストリックス迫撃砲弾
ストリックス迫撃砲弾（Strix mortar round）は、スウェーデンのサーブ・ボフォース・ダイナミクス社が開発した120mm迫撃砲用の赤外線画像誘導方式の対戦車砲弾である。
1994年以降スウェーデン軍とスイス軍で運用されており、AMOSでも発射可能である。

## スペック
- 全長：134cm
  - 弾体部：84cm
  - 推進部：50cm
- 重量：23.6 kg 
  - 弾体部：18.2kg
  - 推進部：5.4kg
- 射程：7km以上
- 誘導方式：パッシブ式赤外線画像誘導